# ㇿ
「ㇿ」は小書き片仮名の「ロ」であり、アイヌ語で使用される仮名のひとつである。前の音と組み合わせ1モーラを形成する。通常は日本語では使用されない。
主にアイヌ語で使用され、前の音がお段で後にrの音が発音される場合に使用される。

## ㇿに関わる諸事項
- アイヌ語に対応する目的で、JIS X 0213で追加された仮名の一つである。
- アイヌ語として有名なコロポックルは、正しくはコㇿポックㇽと書く。